# 서동훈 (배우)
서동훈(1982년 12월 10일 ~ )은 대한민국의 영화 배우이다. 2013년 영화 노리개로 데뷔했다.

## 학력
- 2002년 ~ 2008년 한양대학교 경영학 학사
- 2015년 [한양대학교] 연극영화학

## 출연작

### 영화
- 2013년 《노리개》 ... 남자주인공 역
- 2013년 《미나문방구》 ... 직원2 역